# Santo parentesco

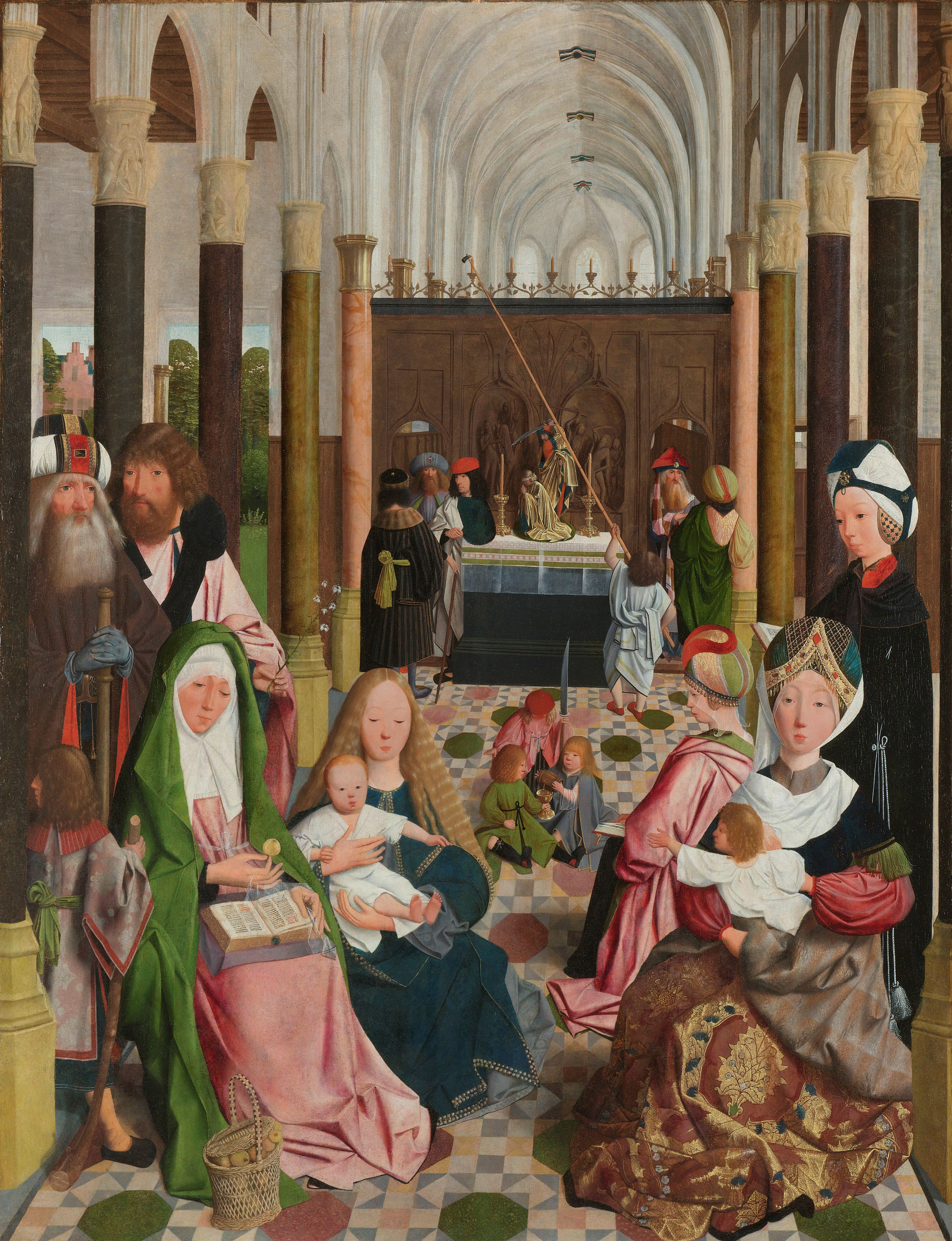
De heilige maagschap Rijksmuseum SK-A-500

O Santo Parentesco era a família extensa de Jesus descendente de sua avó materna Santa Ana, de seu trinúbio, ou três casamentos. O grupo foi um assunto popular na arte religiosa em toda a Alemanha e nos Países Baixos, especialmente durante o final do século 15 e início do século 16, mas raramente após o Concílio de Trento.
De acordo com a tradição medieval, Santa Ana, a mãe da Virgem Maria, era avó não apenas de Jesus, mas também de cinco dos doze apóstolos: João Evangelista, Tiago Maior, Tiago Menor, Simão e Judas. Esses apóstolos, juntamente com João Batista, eram todos primos de Jesus.